# ものすごく脳を鍛える5分間の鬼トレーニング
『ものすごく脳を鍛える5分間の鬼トレーニング』（ものすごくのうをきたえるごふんかんのおにトレーニング、北米：Brain Age: Concentration Training 欧州：Dr. Kawashima's Devilish Brain Training: Can You Stay Focused?）は、任天堂より2012年7月28日に発売されたニンテンドー3DS用ソフト。略称は鬼トレ。正式名称は『東北大学加齢医学研究所 川島隆太教授監修 ものすごく脳を鍛える5分間の鬼トレーニング』（とうほくだいがく かれいいがくけんきゅうじょ かわしまりゅうたきょうじゅかんしゅう ものすごくのうをきたえるごふんかんのおにトレーニング）。アメリカでは2013年2月10日、ヨーロッパでは2017年7月28日に発売された。

## 概要
川島隆太教授が監修する、脳トレシリーズの3DS向け新作。今作はこれまでと異なり、ワーキングメモリー（作動記憶）を鍛えることを目的とした「鬼トレ」がメインとなっている。そのため、従来のトレーニングは多くが「鬼トレ補助」としておまけ程度の再録となっており通常のレベルしか出来ないほか、前作までメインだった「脳年齢チェック」は収録されていない。作中の教授はフルボイスとなっており、鬼トレなどは音声でナビゲートする。鬼トレ補助・脳トレなど一部のモードは従来通り、字幕のみとなっている。
『New スーパーマリオブラザーズ 2』と共に、3DSで初めてダウンロード販売も行われたパッケージソフトとなった。
なお、これまで脳トレシリーズの著作権クレジットは『ちょっと脳を鍛える大人のDSiトレーニング』の数独編（ニコリが併記）を除き任天堂の単独クレジットだったのが、本作から東北大学と任天堂の併記へ変更された（川島が東北大学所属のため、東北大学が先にくる）。

## 収録内容

### 鬼トレ
本作のメインモード。ワーキングメモリを鍛える高難易度のトレーニングであり、プレイ中は川島教授が文字通り鬼のような姿に変貌する。
5分経過すると、挑戦しているセットが終わり次第強制的に終了となり、そのトレーニングは日付が変わるまでプレイできない（セットの間の時間はカウントされない）。よって、1日にプレイできる鬼トレの時間は最大でも約40分（約5分×8種類）ということなる。これは、長時間鬼トレを行うと逆に脳に悪影響を及ぼす可能性がある事が理由とされる。
なお、トレーニング中3DS本体を閉じたり、HOMEメニューを開くと、再開時に教授から「鬼トレは続けてやらないと効果が小さい」との説明がされて、そのセットの最初からやり直しとなる（この時点で5分以上経過していた場合は終了となる）。また、一部のトレーニングは10秒間無操作だとタイマーが一時停止する。
これまでの脳トレは衰えた脳を柔らかくする内容だったことから大人が主な対象だったが、今作の鬼トレは柔らかい脳の人もさらに柔らかくする内容であることから、子供も対象になっている。
「鬼計算」、「鬼めくり」、「鬼記号」、「鬼耳算」の4種目は問題が複数出題され、正解率が85%以上だとレベルアップ、66% - 84%だとレベル据え置き、65%以下だとレベルダウンとなる。他の4種目は連続で2問出題され、2問とも正解すればレベルが上がり、1問のみ正解すればレベル据え置き、正解なしの場合はレベルが下がる。
鬼計算
「お試し版」や体験版でもプレイできるモード。順に出される簡単な足し引き算に答えていくのだが、ただ答えるだけではなく、前に表示された問題の答えを書いていくNバック課題である。
例えば「1バック」で4+3・3+2・3-1…といった問題が出された場合、以下のような流れになる。
1. まず「4+3」が表示されているが、この時は何も答えない。
2. 次に「3+2」が表示された時に、一つ前の問題である「4+3」の解答「7」を書く。この時前の問題はすでに画面上から消えているため、予め解答を記憶しておく必要がある。
3. 次に「3-1」が表示された時に、一つ前の問題である「3+2」の解答「5」を書く。

レベルが上がると2バック、3バック…と、さらに前に表示された問題の答えを書くことになる。プログラミング上は最大99バックまで挑戦できるようになっている。
公式サイトではユーザーから送られた成績（発売から2か月後）の分析結果を公開しており、ベストスコアは37バックの2名だったという。
鬼めくり
いわゆる神経衰弱。伏せられたカードの中から同じ数字のペアを見つけ出していく。レベルが上がるとカードの枚数が増える。
鬼ネズミ
ネコとネズミのパネルがあり（偶に教授が交わる事がある）、隠された状態で一定時間出入りが繰り返された後、ネズミのパネルを当てる。レベルが上がるとネズミの数が増える　(レベルは速い10匹が最大) 。
鬼朗読
表示される短文を声に出して読む。いくつか読んだ後、下線が引かれていた言葉を全て書きだす。レベルが上がると短文の数が増える（レベルは8が最大）。
鬼記号
前に表示された記号を3つの選択肢の中から選んで答える。鬼計算に似たモード。記号は覚えにくい物が使用されている。
鬼ブロック
6つのブロックのうち点滅する1つを記憶し、何回か繰り返した後、点滅したブロックを順に選ぶ。レベルが上がると問題の数が増える。
鬼カップ
数字が書かれたボールがカップで隠された後シャッフルされる。シャッフルが終わった後、ボールの数字が小さい順にカップを選んでいく。レベルが上がるとボールとカップの数が増える。
鬼耳算
基本的なルールは鬼計算と同じだが、問題は画面に表示されず、音声によって出題される。ゲーム中では「最も難しい鬼トレ」と紹介される。

### 集中時間測定
全力で集中できる時間を測定するモード。前述の鬼計算のレベルで「3バック」以上を達成すると解放される。ルールは鬼計算の「2バック」と同じで、2問前に表示された箱の数を答えていく（ 難易度は「普通」と「難しい」の二つがあり、「難しい」では箱の配置が複雑になったり、表示された後に箱が追加され、その追加後の箱の数を覚えるといった要素が加わる）。1度でも間違えたり答えられなくなった時点で終了となる。鬼トレと同様できるのは一日一回。なお背景が赤くなるとスピードUPの時間となる。「普通」では10分経った所で強制終了となるが、「難しい」では間違えるまでエンドレスで問題が登場する。BGMは『ちょっと脳を鍛える-』の「段位挑戦」モードのBGMのアレンジ。

### 鬼トレ補助
ワーキングメモリのスピードを鍛えるモード。いずれも、過去の脳トレシリーズに収録されたトレーニングを再収録したもの。難易度は「普通」のみとなっている。
計算20
『初代』より再録。20問の計算問題に次々と答えていく。
漢字破壊
『ちょっと脳を鍛える- 文系編』より再録。表示される漢字を一文字ずつ書いていく。
倍数探し
『ちょっと脳を鍛える- 理系編』より再録。表示される数が条件にあてはまるか否かを答えていく。
加算格闘
『ちょっと脳を鍛える- 理系編』より再録。画面上の全ての数を足したものを答えて敵を倒していく。
漢字宇宙
『ちょっと脳を鍛える- 文系編』より再録。迫ってくる漢字を一文字ずつ書いて破壊していく。
釣銭渡し
『もっと脳を鍛える-』より再録。値段と渡される金額から釣銭を算出し、硬貨をタッチして回答する。
計算100
『初代』より再録。100問の計算問題に次々と答えていく。
加算破壊
『ちょっと脳を鍛える- 理系編』より再録。表示される数字を全て足していく。
時間計測
『初代』より再録。2つの時計の時間差を回答する。

### 脳トレ
従来通り脳を鍛えるモード。新作は「陣取対局」のみで、他は過去の脳トレシリーズからの再収録、もしくは既存の1人用テーブルゲームの移植となっている。「名曲演奏」・「聖徳太子」の難易度は普通のみ。
陣取対局
川島教授が対戦相手となり、対決数字が書かれたマスを交互に移動して自分の陣地にして、マスごとに設定されている得点の合計を競う。
プレイヤーの陣地は水色、教授の陣地は赤で表示される。難易度が上がると教授は2人に増えたり、1ターンに2マス動く場合がある（この場合、相手が鬼教授となる）。
赤黒赤黒
トランプゲーム。2009年にリリースされたDSiウェア用ソフト『ソリティアDSi』と同様のシステム・画面構成であり、同作のクロンダイクに相当する。
名曲演奏
『もっと脳を鍛える-』より再録。上画面に表示される楽譜にそって下画面の鍵盤を演奏していく。収録曲は『ちょっと脳トレ文系編』の収録曲に加え、ゼルダの伝説の地上BGMと交響曲第9番が追加されている。
飛石課題
盤上にいくつかの白い玉があり、別の白い玉でまたぐと消える。これを繰り返して最終的に玉が1個だけ残るようにする。ボードゲームのペグ・ソリテールが基になっている。
同色整列
トランプゲーム。『ソリティアDSi』のスパイダーに相当し、一定条件を満たすと「すごく難しい」が選択可能になる点も同じ。
聖徳太子
『もっと脳を鍛える-』より再録。同時に再生される複数の言葉を聞き取って記述する。
札番増減
トランプゲームのゴルフをベースにしたゲーム。その時点で出ている数より+-1以内のトランプを重ねて消去していく。
漢字書取
『もっと脳を鍛える-』より再録。出された11問の漢字書き取り問題に答えていく。一問9点（最終問題のみ難しく一問10点）。時間制限はなし。
二角消去
麻雀牌を使ったゲーム。並んでいる碑のうち、同じ2つを線で結ぶ。結ぶ線は3本までである。5回までヒントを見ることが出来る。四川省が基になっている。

### リラックス
脳を休めるためのモード。鬼トレ・鬼トレ補助・脳トレの内容のいずれかを一回プレイすると、日付が変わらない内はプレイする事ができるようになる。
脂肪爆発
ワリオの森をアレンジしたパズルゲーム。脂肪と同じ色の爆弾を3つ以上並べて消していく。面によっては斜めでしか消せなかったり、二回爆発させないと消えない等、厄介な脂肪も出てくる。
細菌撲滅
『もっと脳を鍛える-』より再録のパズルゲーム。細菌と同じ色のカプセルを4つ以上並べて消していく。細菌は『ちょっと脳を鍛える-』同様、ドクターマリオのウイルスのデザインにより近い物となっている。
音楽鑑賞
風景などの写真を見ながら音楽を鑑賞して休む。サウンドテストも兼ねており、ゲーム中で使用されている音楽を聴くこともできる。

### その他の機能
鬼トレ仲間
すれちがい通信に対応しており、すれちがったユーザーと鬼トレの最高記録を「鬼トレ対決」として競うことができ、鬼トレの感想を交換することもできる。記録の近いユーザーはライバルとしてトレーニング開始時に表示される。
表彰状
トレーニングの最高記録や出席した日数に応じて、表彰状が貰える。内容は全部で106個。
脳講座・脳ニュース・豆知識
ゲームを起動してユーザーを選択した際、脳に関する様々な情報が表示されることがある。豆知識以外は読み終わった後に簡単なクイズが出題される。最後の脳ニュースはクイズが出題されず、終了後にスタッフロールが流れる。
いつの間に通信
トレーニング記録は研究用のサンプルデータとして、いつの間に通信で川島研究室に送信される。ユーザーの許可を得たもののみであり、プライバシーデータは送信されない。

## アップデート
2012年10月31日から、更新データ(Ver.1.1)が配信され、「鬼耳算」終了後に強制終了する事象と「鬼朗読」の解答の一部が修正された。